# Fordongianus
Fordongianus (Fordongianus anche nella variante locale) è un comune italiano di 810 abitanti della provincia di Oristano in Sardegna, nella regione storica del Barigadu.
È situato sulla sponda sinistra della valle del Tirso, e sorge sui resti dell'antica sede fortificata di Forum Traiani. Il paese è noto per la presenza di un complesso termale di età romana risalente al I secolo d.C.

## Storia

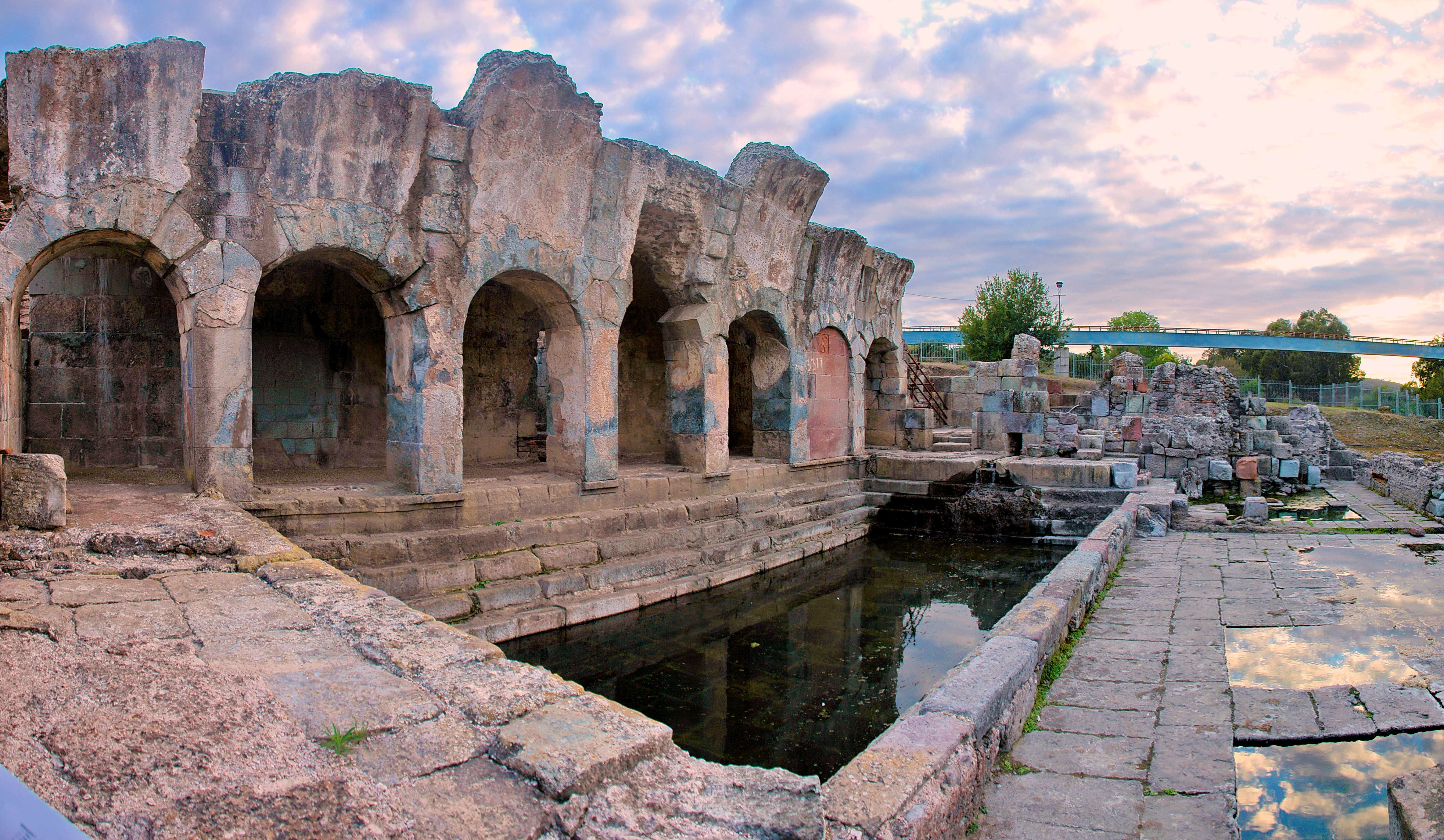
Terme di Forum Traiani

Fordongianus, l'ex Forum Traiani, è particolarmente importante per la sua posizione geografica che lo vede incuneato tra i monti della valle del Tirso, naturale via di penetrazione dalla pianura all'entroterra e punto di contatto tra i due diversi mondi. La città è presente nell'Itinerario antonino, lungo la strada che da Tibula attraversa l'interno dell'isola fino ad Othoca.
Fin dalla sua fondazione fu un centro rinomato per le sue terme, che sfruttavano una fonte naturale di acqua calda e curativa.
Qui si trova un'iscrizione che testimonia come l'attività delle genti della Barbaria fosse ancora viva nel I secolo d.C. poiché furono queste a dedicare un'iscrizione ad un imperatore, probabilmente Tiberio, rinvenuta nel Forum Traiani.
L'antico nome di Forum Traiani parrebbe assai allusivo sulla sua fondazione, ma ingannevolmente: la città non fu fondata da Traiano, ma il forum suggerisce piuttosto che la città dovesse essere un punto di incontro e pacifico scambio commerciale tra le popolazioni romanizzate e quelle non ancora sottomesse a Roma e indipendenti dell'interno.
Come già accennato in precedenza, tra le motivazioni originarie dell'insediamento, si pone la presenza di una fonte d'acqua naturalmente calda e curativa. Sfruttando la fonte sorse, proprio presso il fiume, un vasto edificio termale (che costituisce oggi il nucleo dell'attuale area archeologica) caratterizzato da una grande piscina, in origine coperta, in cui giungono le acque calde temperate con un'aggiunta di acqua fredda.
L'aspetto curativo delle terme è sottolineato dal rinvenimento di due statue del dio Bes, divinità legata ai culti salutiferi, e la loro importanza è messa in evidenza dalla recente scoperta di un piccolo spazio sacro dedicato alle ninfe, divinità delle acque.
Le terme presentano i resti di tre ambienti: il calidarium, il tiepidarium, il frigidarium. In origine le terme erano coperte da un tetto sostenuto da archi che univano tra loro le varie vasche creando delle volte a botte. Sui bordi delle vasche sono incisi dei disegni che rappresentano le ninfe che erano le divinità dell'acqua. Il pavimento era fatto a mosaico (rimangono alcune tracce) e il soffitto delle vasche era fatto con pasta vitrea azzurra per ricordare il riflesso dell'acqua. L'accesso alle terme era probabilmente a sud, dove si apriva un'ampia piazza lastricata, delimitata da una scalinata.

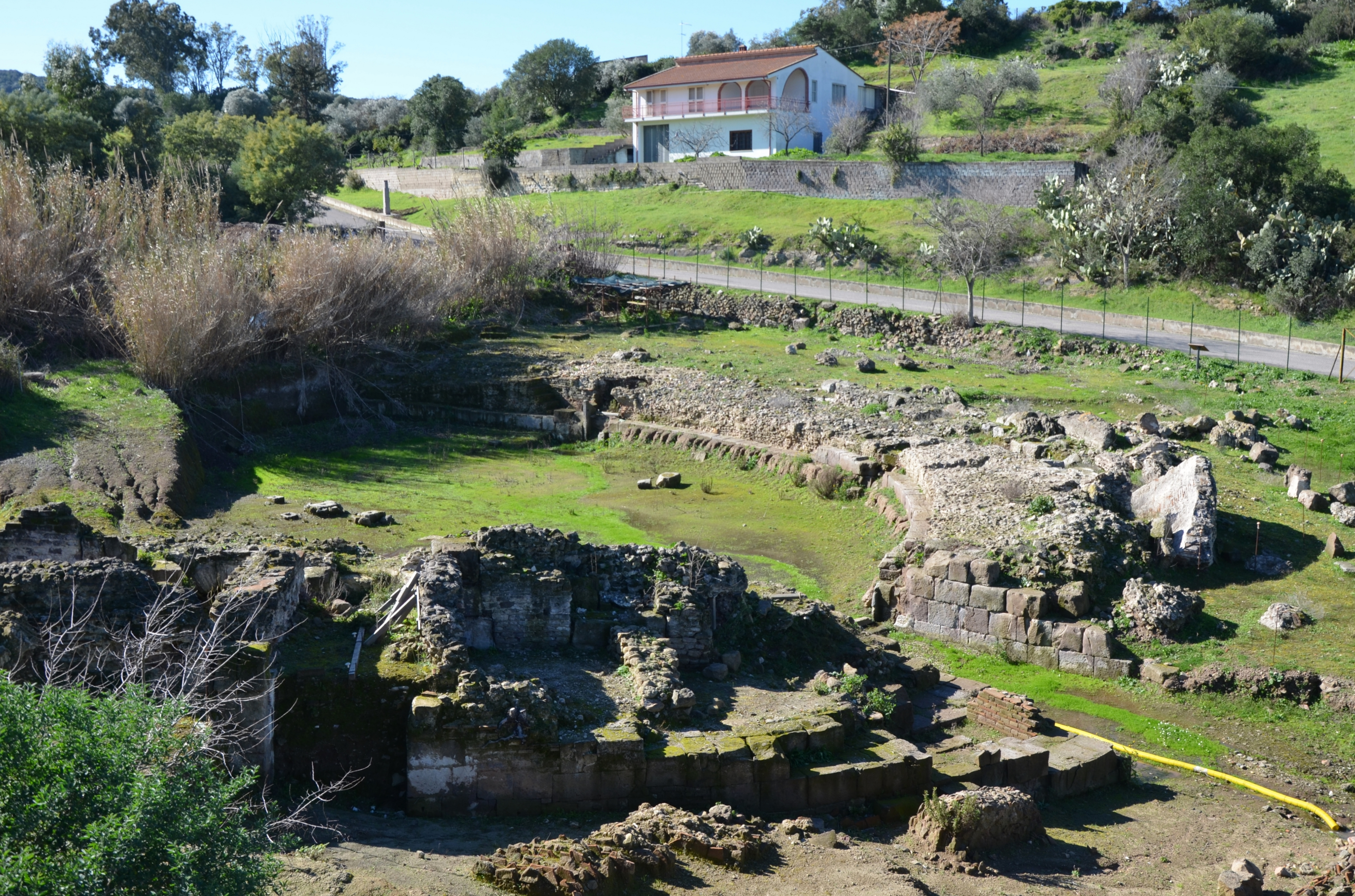
Anfiteatro romano

Nel V secolo Fordongianus era sede vescovile, verso il IX-X secolo la diocesi fu soppressa e unita alla diocesi di Santa Giusta.
In un'area vicina all'attuale centro abitato è stato rinvenuto l'anfiteatro, vicino alla necropoli tardo-antica sulla quale fu edificata nell'XI secolo la chiesa di San Lussorio.

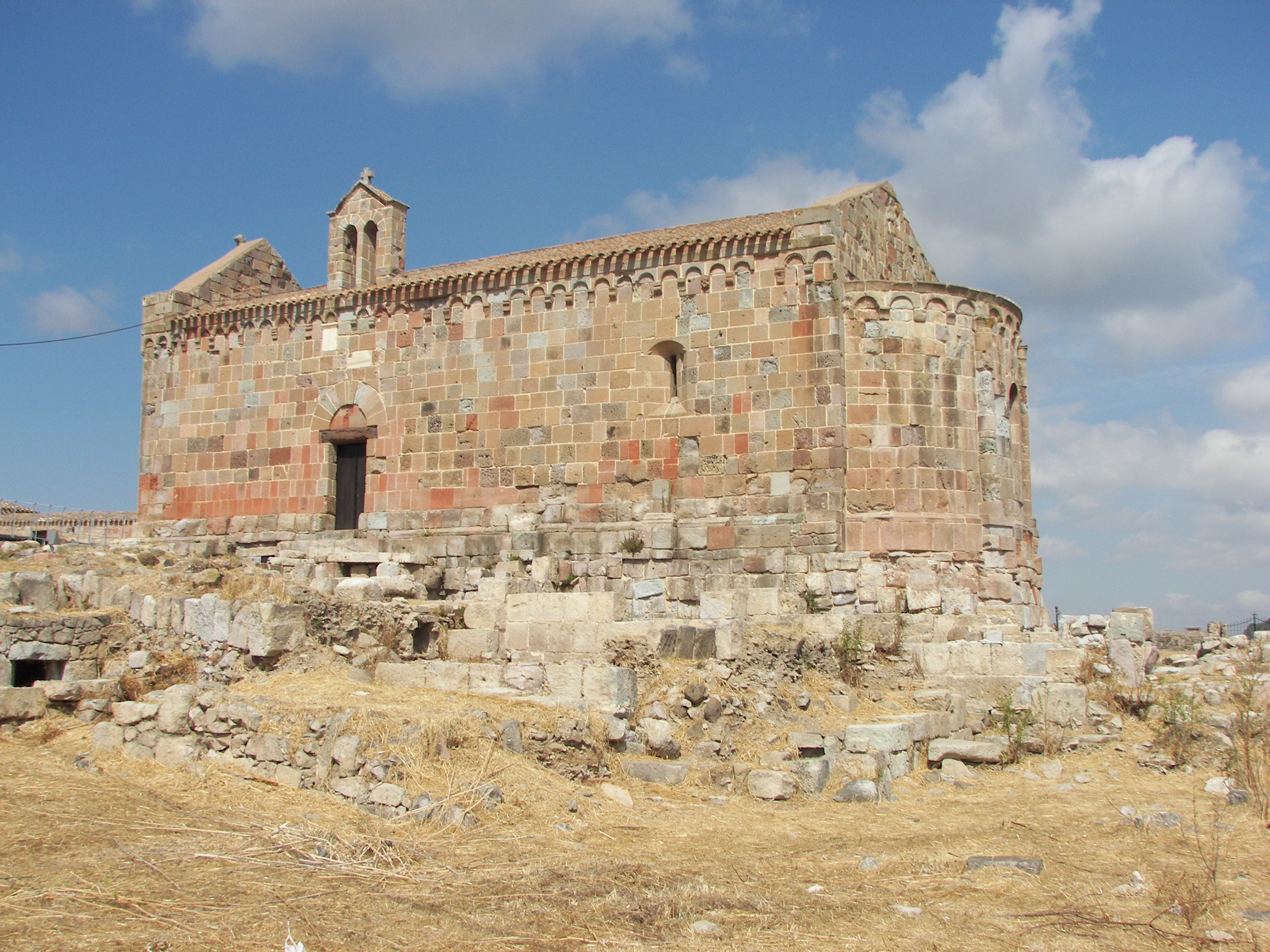
Chiesa di San Lussorio

Durante il medioevo appartenne al Giudicato di Arborea e fu capoluogo della curatoria di Parte Barigadu; nel XIV secolo però il capoluogo fu trasferito a Busachi. Alla caduta del Giudicato (1420) entrò a far parte del Marchesato di Oristano, e alla sconfitta di quest'ultimo (1478) passò sotto il dominio aragonese, ove divenne un feudo incorporato nell'Incontrada di Parte Barigadu.
Nel 1790, in epoca sabauda, fu dato in feudo alla famiglia Manca Ledà, che nel 1829 la unirono insieme a Villanova Truschedu nella contea di San Placido. Fu riscattato nel 1839 con la soppressione del sistema feudale.

### Simboli
Lo stemma e il gonfalone del comune di Fordongianus sono stati concessi con decreto del presidente della Repubblica del 25 marzo 1958.
Lo stemma raffigura un arco dirupato che racchiude una piscina, fondato su una campagna solcata da una strada romana e accostato da una pietra miliare recante le lettere L X, il tutto al naturale.
Il gonfalone è un drappo di azzurro.

## Monumenti e luoghi d'interesse

### Architetture religiose
- Chiesa dei Santi Pietro e Archelao
- Chiesa di San Lussorio
- Rovine della Chiesa di Santa Maria di Lodduo

### Architetture civili

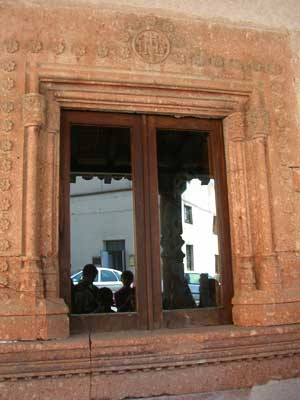
Casa aragonese

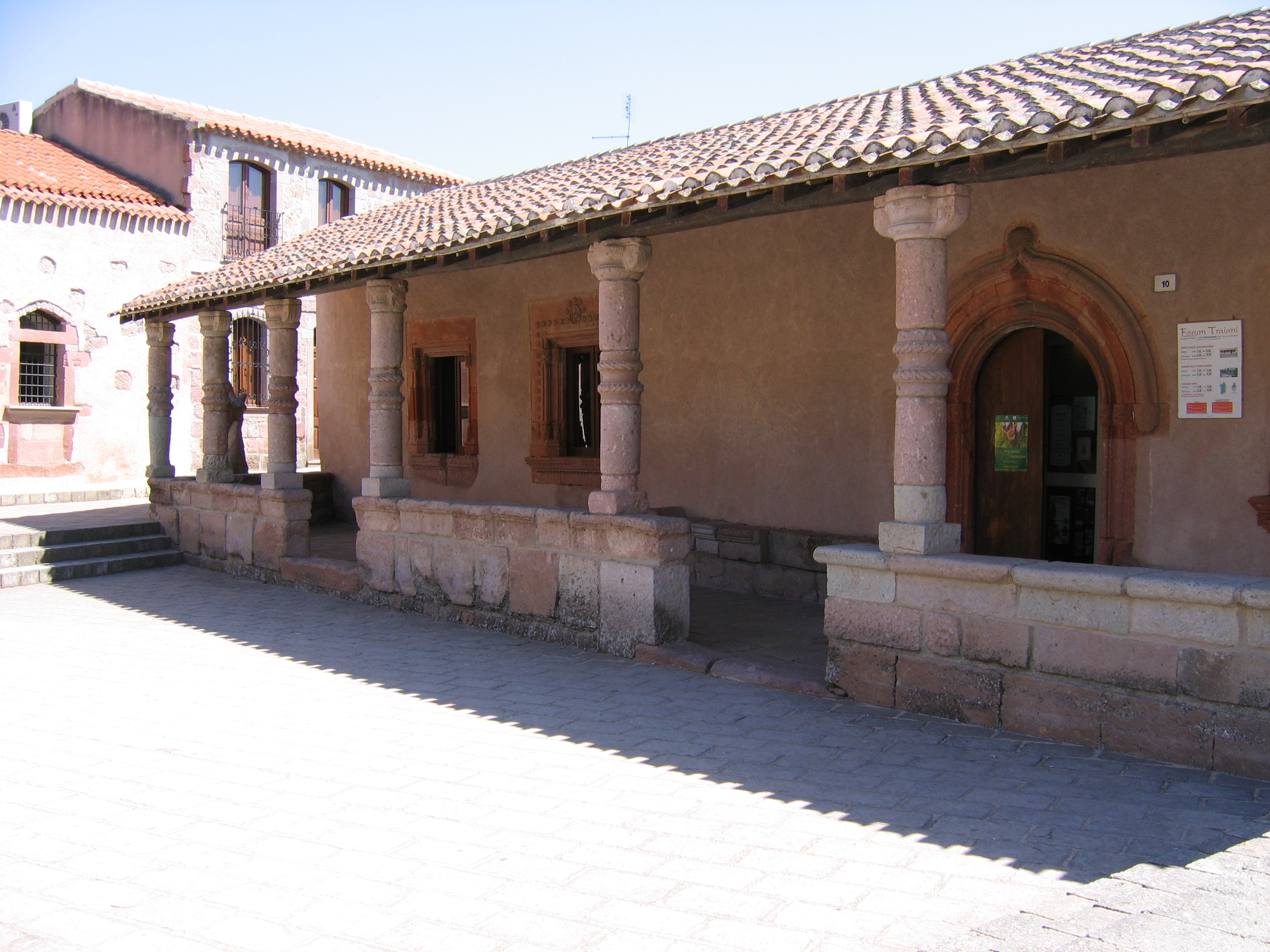
Casa aragonese

#### Casa Aragonese

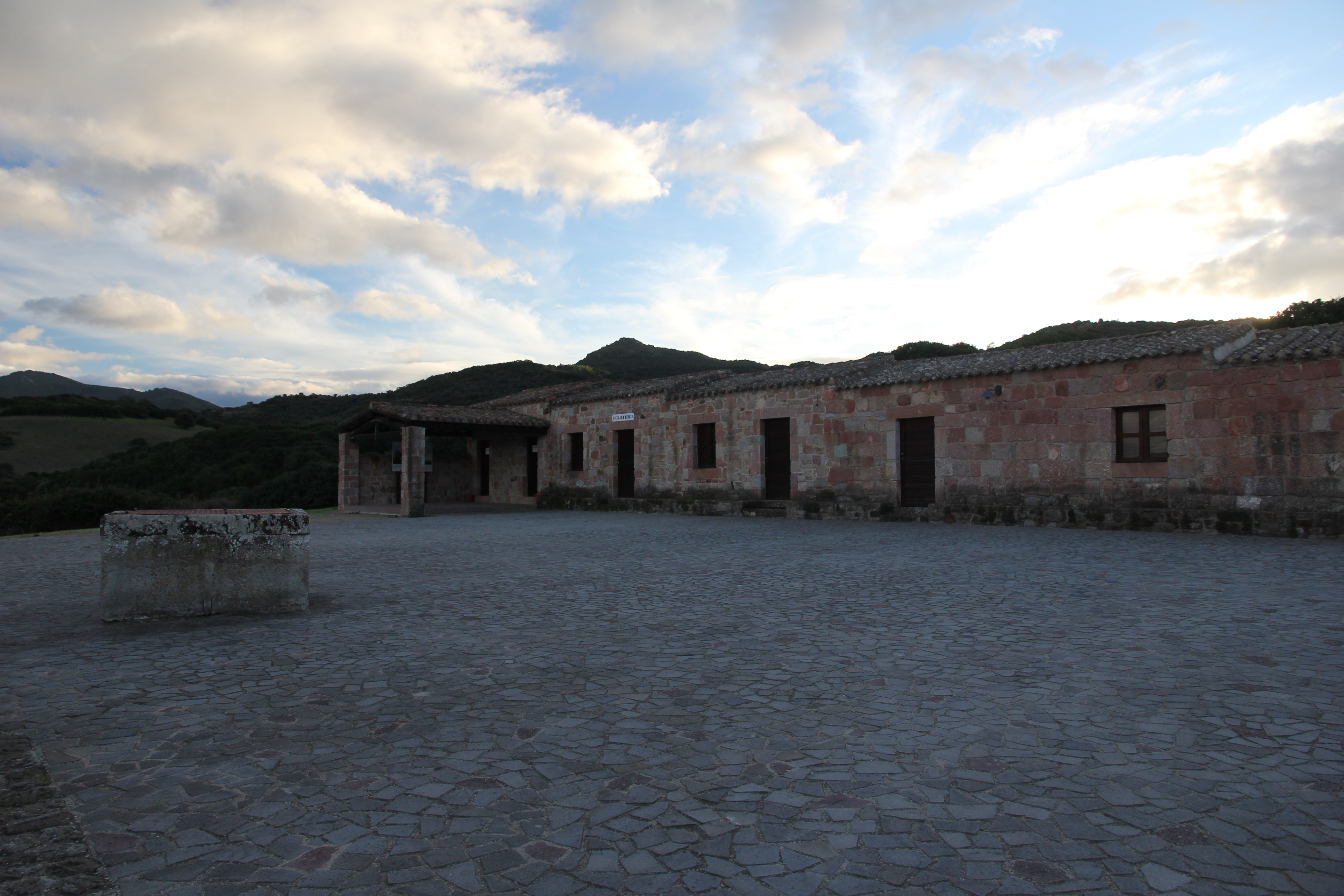
Muristenes, Chiesa di San Lussorio

Costruita alla fine del Cinquecento-inizio del Seicento e così chiamata per i motivi gotico-aragonesi che la decorano. La casa fu abitata fino al 1978 e poi divisa in due parti, di cui una è oggi adibita a museo mentre l'altra è stata acquistata recentemente dal Comune di Fordongianus. La casa è preceduta da un ampio loggiato con colonne in trachite rossa, di cui alcune sostituite. Anche le finestre sono in trachite rossa, decorate con motivi floreali e religiosi.
La finestra più interessante è quella della cosiddetta "camera degli sposi". Alcune mostre delle finestre visibili all'interno presentano la forma ad "arco inflesso" o "carenato" di origine araba.

### Siti archeologici

#### Siti preistorici - Nuraghi e Domus de Janas
- Nuraghe Casteddu Ecciu
- Nuraghe Su Soliano
- Nuraghe Pranu Antoni
- Nuraghe Putzola
- Nuraghe Santa Maria
- Domus de Janas di Gularis
- Domus de Janas di Domigheddas

#### Siti storici
- Terme di Fordongianus

## Società

### Evoluzione demografica
Abitanti censiti

### Lingue e dialetti
La variante del sardo parlata a Fordongianus è riconducibile alla Limba de mesania.

## Cultura
Il paese di Fordongianus ha dato i natali al poeta Juanninu Fadda (1892 - 1981), esponente della poesia estemporanea in lingua logudorese.

## Economia
Recentemente si è dato un nuovo impulso allo sfruttamento delle terme con la costruzione di uno stabilimento e di una struttura ricettiva. A Fordongianus le acque termali sgorgano da sorgenti naturali. La classificazione chimico-fisica le definisce acque salse o cloruro sodiche e termoattive e sgorgano ad una temperatura di 56 °C per tutto l'anno. Sono utilizzate in diverse applicazioni come elemento multifunzionale di benessere, con risultati benefici sull'organismo e in particolare con effetti immunologici.
Il paese è conosciuto, inoltre, per le cave di trachite rossa, rosa, verde e grigia. Queste pietre vengono utilizzate per la costruzione delle case a Fordongianus ma anche nei paesi limitrofi, difatti le costruzioni in trachite sono una peculiarità del Barigadu. Ancora oggi la trachite viene utilizzata dagli scalpellini del luogo, non solo per edificare case ma anche per altre opere di abbellimento di edifici.

## Amministrazione
| Periodo         | Periodo         | Primo cittadino    | Partito                                            | Carica  | Note |
| --------------- | --------------- | ------------------ | -------------------------------------------------- | ------- | ---- |
| 31 maggio 2015  | 26 ottobre 2020 | Serafino Pischedda | Lista civica "Passato presente e futuro"           | Sindaco |      |
| 26 ottobre 2020 | in carica       | Serafino Pischedda | Lista civica "Fordongianus continuiamo a crescere" | Sindaco |      |

### Gemellaggi
- Samoëns, dal 2004